# Haruka Kudō
Haruka Kudō (工藤 遥 Kudō Haruka?,  Prefectura de Saitama, Japón, 27 de octubre de 1999) es una actriz y ex-idol japonesa. Kudō fue miembro del grupo femenino Morning Musume, como parte de la décima generación. Antes de unirse a Morning Musume, era miembro de Hello Pro Kenshusei. Kudō fue el miembro más joven en unirse a Morning Musume en toda la historia del grupo, con once años y once meses de edad, superando el récord de Ai Kago, quien se unió cuando tenía once años.

## Biografía
El 27 de marzo de 2010, en el Hello! Project Shinjin Kōen sangatsu: Yokohama Gold!, Kudō fue presentada como un nuevo miembro de Hello Pro Kenshusei. Kudō debutó en concierto el 1 de mayo de 2010, en el festival Hello! Project presents: Hello Fest in Odaiba Gurume Park.
En 2011, Kudō participó en las audiciones para unirse a la décima generación de Morning Musume. Durante septiembre, apareció semanalmente en el programa de televisión Hello Pro! Time en el segmento dedicado a las audiciones. En septiembre de ese mismo año, se anunció que Kudō formaría parte de dos obras teatrales; Ribbon: Inochi no Audition, comenzando el 8 de octubre y 1974, comenzando el 14 de diciembre. 1974 también contó con la participación de Karin Miyamoto, una compañera de Kudō de Hello Pro Kenshusei.
El 29 de septiembre de 2011, durante un concierto en Nippon Budokan, se anunció que Kudō aprobó las audiciones junto con Haruna Iikubo, Ayumi Ishida y Masaki Satō.

### Salida de Morning Musume
El 29 de abril de 2017, se anunció su graduación de Morning Musume y Hello! Project. Su salida fue programada para el 11 de diciembre durante el show final de la gira de otoño de Morning Musume en el Nippon Budokan. Kudō también declaró que desea convertirse en actriz.

## Grupo y unidades de Hello! Project
- Hello! Project (2009-2017)
- Morning Musume (2011–2017)
- Hello! Project Mobekimasu (2011)
- Triplet (2014)

## Discografía

### Singles
Morning Musume
- "Pyoco Pyoco Ultra" (2012)
- "Ren'ai Hunter" (2012)
- "One Two Three / The Matenrō Show" (2012)
- "Wakuteka Take a Chance" (2012)
- "Help Me!! (Morning Musume song)|Help Me!!" (2013)
- "Brainstorming / Kimi Sae Ireba Nani mo Iranai" (2013)
- "Wagamama Ki no Mama Ai no Joke / Ai no Gundan" (2013)
- "Egao no Kimi wa Taiyō sa / Kimi no Kawari wa Iyashinai / What is Love?"  (2014)
- "Toki o Koe Sora o Koe / Password is 0" (2014)
- "Tiki Bun / Shabadaba Dū / Mikaeri Bijin" (2014)
- "Seishun Kozo ga Naiteiru / Yūgure wa Ameagari / Ima Koko Kara" (2015)
- "Oh My Wish! / Sukatto My Heart / Ima Sugu Tobikomu Yūki" (2015)
- "Tsumetai Kaze to Kataomoi / Endless Sky / One and Only" (2015)
- "Utakata Saturday Night! / The Vision / Tokyo to Iu Katasumi" (2016)
- "Sexy Cat no Enzetsu / Mukidashi de Mukiatte / Sou Janai" (2016)
- "BRAND NEW MORNING / Jealousy Jealousy" (2017)
- "Jama Shinaide Here We Go! / Dokyū no Go Sign / Wakaindashi!" (2017)

Kudo Haruka & Sato Masaki (Morning Musume '17)
- "Miss Henkan!!" (2017)

### DVD
- Kūkan Jelly "Ima ga Itsuka ni Naru Mae ni" (空間ゼリー『今がいつかになる前に』?) (2011)[8]

## Filmografía

### Televisión
- Sūgaku Joshi Gakuen (2012)
- Kaitō Sentai Lupinranger VS Keisatsu Sentai Patranger -Umika Hayami/Lupin Yellow